# سکی‌ها
سِکِی‌ها (مجاری: székelyek) زیرگروهی از مجارها هستند که عمدتاً در بخش‌هایی از ترانسیلوانی در رومانی، در منطقهٔ سکی‌فولد زندگی می‌کنند. گروه‌های کوچکتری از سکی‌ها در تولنا و بارانیا در مجارستان و بخش‌هایی در صربستان هستند.

## تحقیقات ژنتیکی
مطالعاتی ژنتیکی توسط تیم تحقیقاتی از مجارستان و آلمان به سرپرستی اِندره تسِیزِل در دهه ۱۹۸۰، فاصله ژنتیکی و خویشاوندی مناطق جغرافیایی با جمعیت یاسی، کومان، چانگو، پالوتس و ماتیو را مشخص کرد. سِکِی‌ها از جمعیت ساکن در کیش‌کون، جمعیت مختلط بوادپستی، یاسی‌ها و همچنین نژاد ایرانی با فاصله ژنتیکی کم و از چانگوها، پالوتس‌ها و ماتیوها با فاصله ژنتیکی متوسط در این تحقیق قرار می‌گرفتند؛ درحالیکه فاصله ژنتیکی سِکِی‌ها از جمعیت ساکن در نادی‌کون فاصله ژنتیکی طولانی دارد. تسِیزِل در کتابی که در دهه ۱۹۹۰ منتشر شد، با استفاده از همان روش پیشین خود نشان داد که جمعیت فنلاندی‌ها، آلمانی‌ها و ترک‌ها در فاصله متوسطی با سِکِی‌ها قرار دارد. نتیجهٔ شگفت‌انگیز دیگر او نشان داد که منطقه‌ای در مرز غربی مجارستان به‌نام اورشِگ که از قدیم محل سکونت سکی‌ها است، در فاصلهٔ ژنتیکی‌ای طولانی از جمعیت سکی‌های دیگر نقاط قرار دارد.

## یادداشت
1. ↑  به مجاری Czeizel Endre، پزشک مجار (‎۱۹۳۵ – ۲۰۱۵)
2. ↑  Őrség